# St. Ägidius (Bruck in der Oberpfalz)

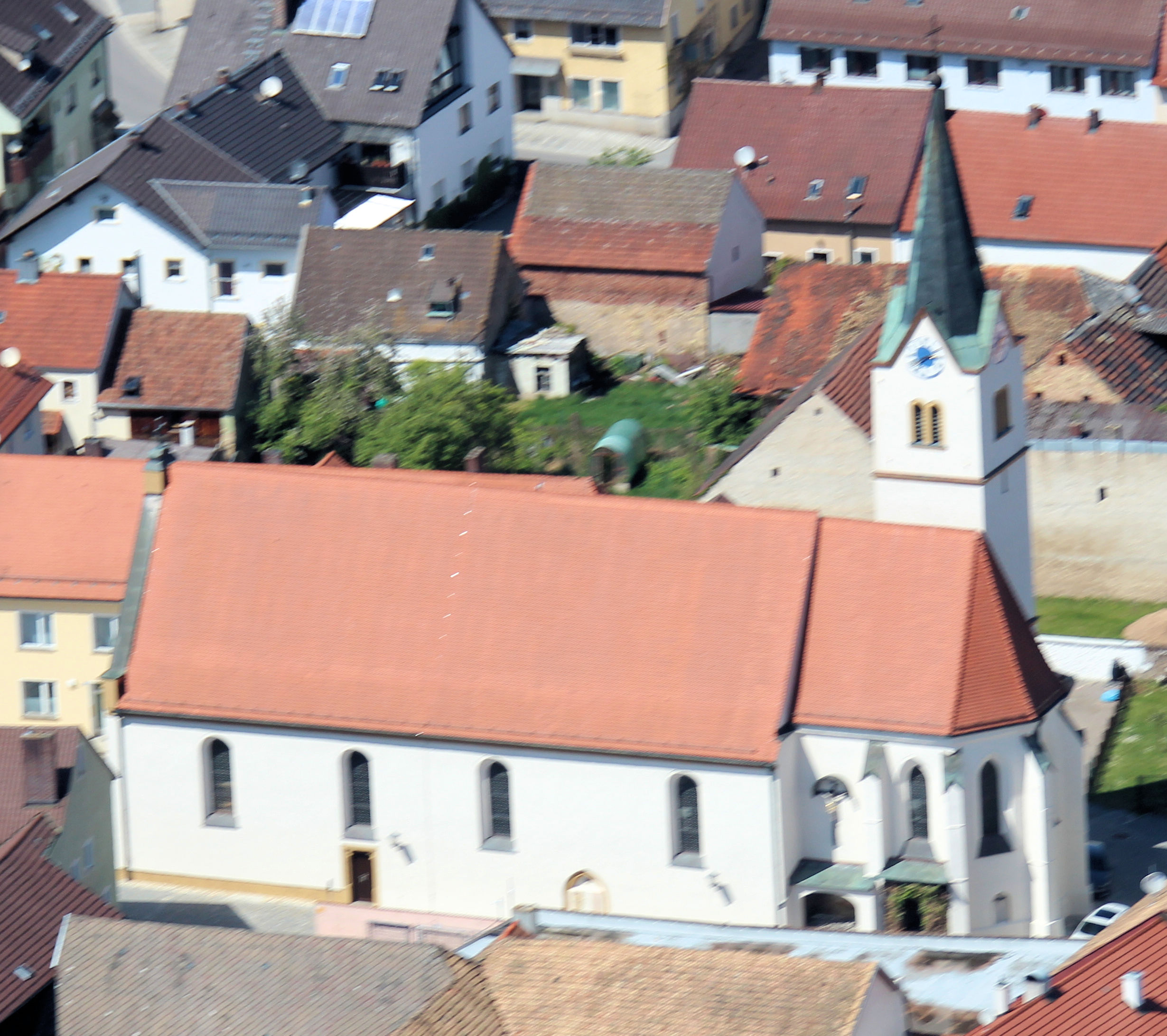
St. Ägidius (Bruck in der Oberpfalz)

Die römisch-katholische, denkmalgeschützte Pfarrkirche St. Ägidius steht in Bruck in der Oberpfalz, einem Markt im Landkreis Schwandorf der Oberpfalz. Die Kirche gehört zum Bistum Regensburg. Das Bauwerk ist unter der Denkmalnummer D-3-76-117-32 als Baudenkmal in die Bayerische Denkmalliste eingetragen.

## Beschreibung

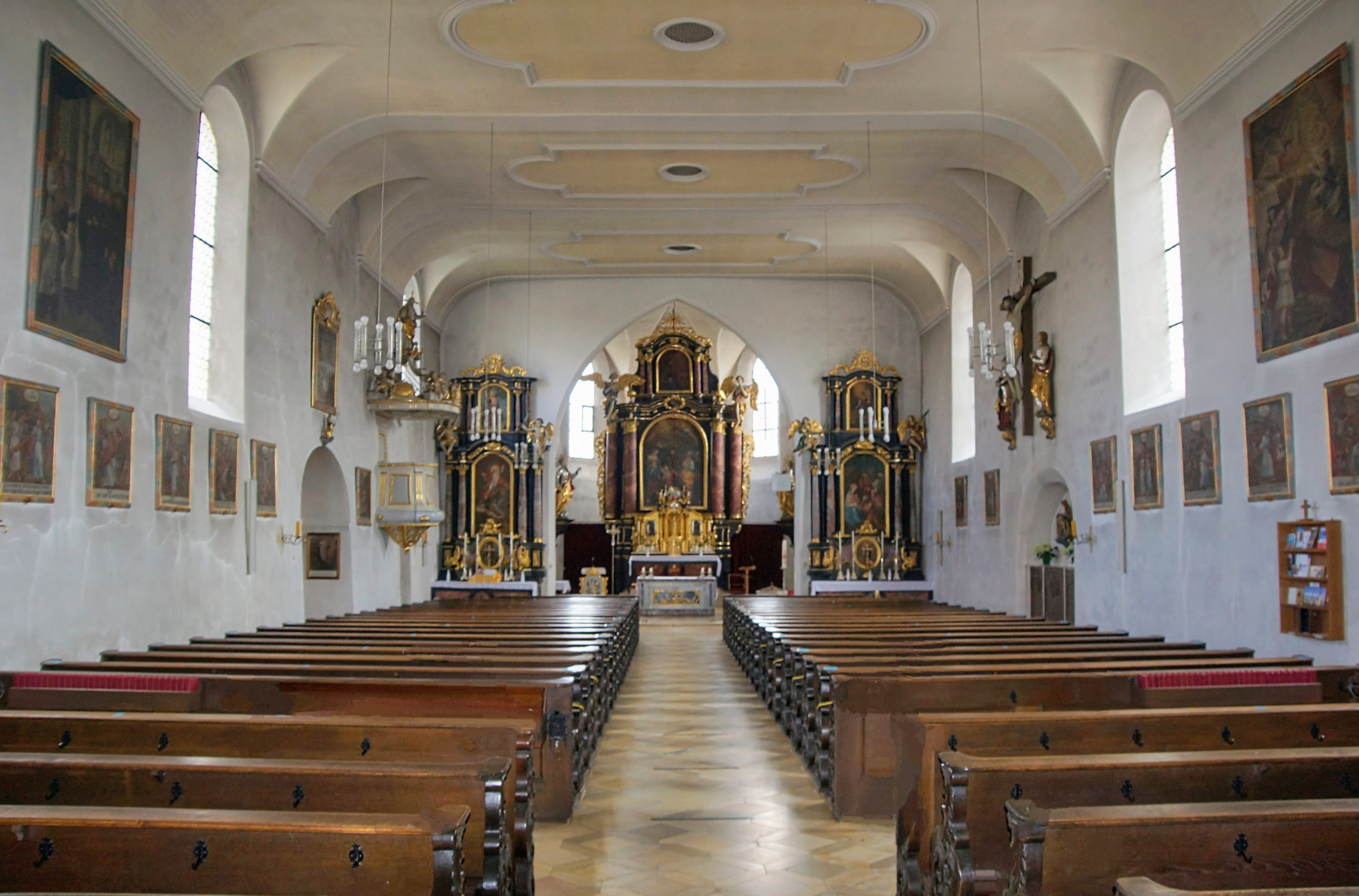
Innenraum

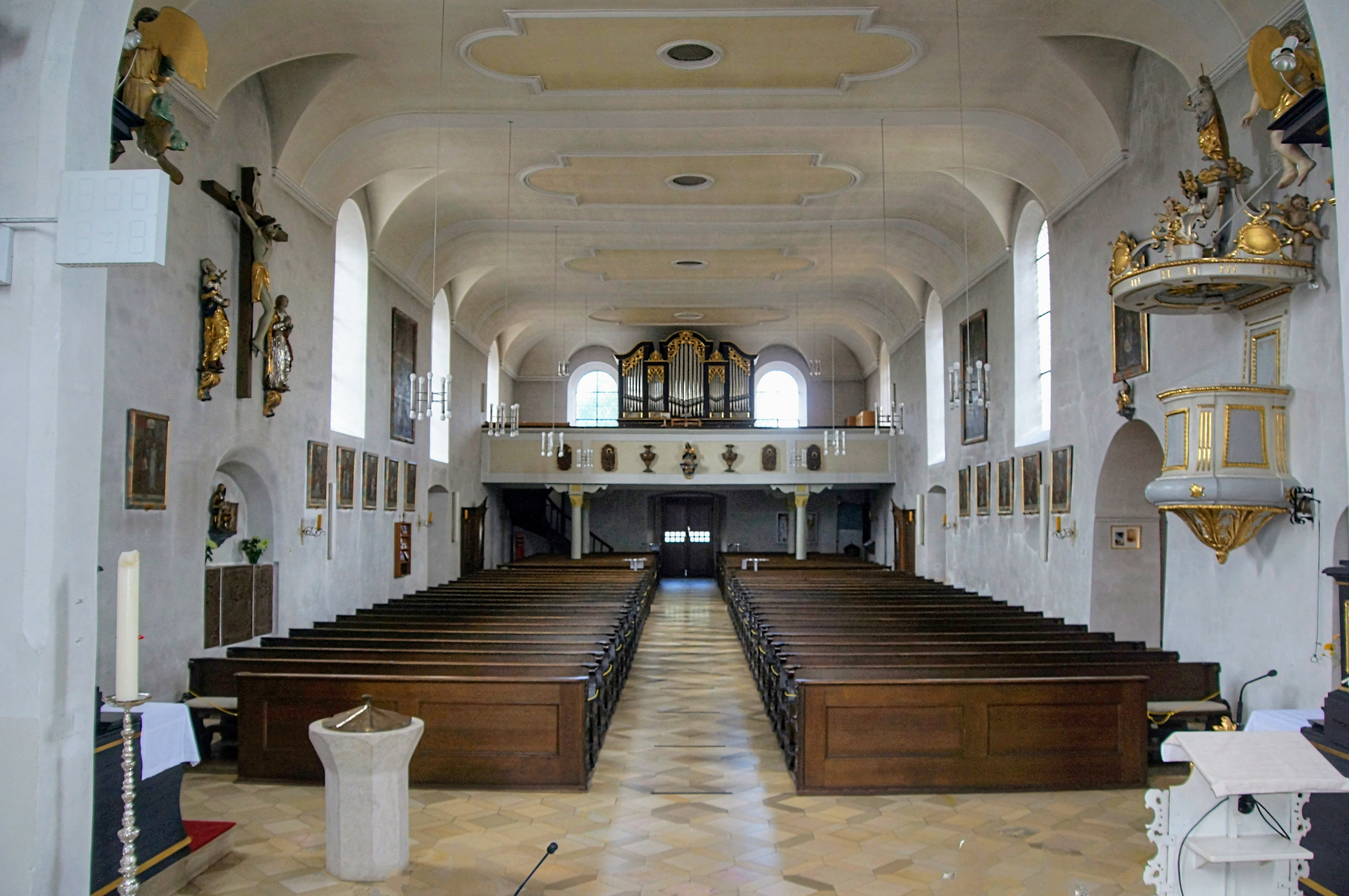
Blick zur Orgel

Der Vorgängerbau der im Kern gotischen Saalkirche wurde 1140 vom Bamberger Bischof Egilbert geweiht. Von ihr sind nur der dreiseitig geschlossene Chor im Osten, der von Strebepfeilern gestützt wird, und die unteren Geschosse des quadratischen Chorflankenturms an seiner Nordwand erhalten. Nach den Schäden im Dreißigjährigen Krieg wurde das Langhaus bis 1668 wiederhergestellt. 1855/56 wurde das Langhaus nach Westen verlängert und mit einem hohen Satteldach bedeckt. Der Chorflankenturm wurde 1889 erhöht. Sein oberstes Geschoss beherbergt hinter den als Biforien gestalteten Klangarkaden den Glockenstuhl. In seinen Giebeln befinden sich die Zifferblätter der Turmuhr. Bedeckt wurde er mit einem achtseitigen spitzen Helm. In der Fassade im Westen des Langhauses befindet sich das rundbogige Portal, flankiert von zwei Bogenfenstern.
Der Innenraum des Langhauses ist mit einer Flachdecke überspannt, die von Vouten gerahmt wird. Die Kirchenausstattung ist zum Teil noch barock, ansonsten klassizistisch. Auf dem Altarretabel des Hochaltars ist die Heilige Familie dargestellt. Die ihn flankierenden Statuen zeigen den heiligen Petrus und den heiligen Paulus. Im Altarauszug ist Ägidius zu sehen. Der 1783/84 gebaute Tabernakel wird dem Bruder von Christoph Luybl zugeschrieben.